# محمدرضا حسینی
محمدرضا حسینی (زادهٔ ۲۴ شهریور ۱۳۶۸) بازیکن فوتبال اهل ایران که در پست وینگر راست بازی می‌کند.

## سوابق باشگاهی
سید محمدرضا حسینی فوتبال حرفه‌ای خود را از باشگاه شهرداری نورآباد شروع کرد، سپس به باشگاه فوتبال فجرسپاسی شیراز رفت و سه فصل در این باشگاه بازی کرد و با قراردادی سه ساله به باشگاه فوتبال ذوب‌آهن اصفهان پیوست. او در این تیم ۹۸ بازی به ثبت رساند و در سال ۲۰۱۹ با قرار دادی به باشگاه فوتبال سپاهان اصفهان پیوست. حسینی سه فصل در این تیم بازی کرد و ۸۹ بازی به ثبت رساند و فصل بعد با قراردادی قرضی به باشگاه فوتبال گل‌گهر سیرجان و سپس به نساجی مازندران پیوست.

## افتخارات

### باشگاهی
- لیگ برتر
- نایب قهرمانی در لیگ برتر ۹۷–۱۳۹۶ به همراه تیم ذوب‌آهن
- نایب قهرمانی در لیگ برتر ۱۴۰۰–۱۳۹۹ به همراه تیم سپاهان
- جام حذفی
- قهرمانی در جام حذفی ۹۵–۱۳۹۴ به همراه تیم ذوب‌آهن
- سوپر جام
- قهرمانی در سوپر جام ۱۳۹۵ به همراه تیم ذوب‌آهن